# Cratylos
Cratylos(în greacă veche: Κρατύλος, Kratylos) a fost un filosof grec de la sfârșitul secolului al V-lea î.Hr..
A fost un reprezentant al relativismului. Cratylos a preluat ideea lui Heraclit - că o persoană nu se poate scălda de două ori în același râu, deoarece între cele „două date ale problemei” (corpul, pe de o parte, și apa acelui râu, pe de altă parte) au apărut alterări (modificări) - și a condus-o (ideea) mai departe. Potrivit lui Aristotel, Cratylos a proclamat (mai mult decât Heraclit) că nu poți face baie în același râu nici măcar o singură dată.
Dacă lumea este într-o permanentă schimbare, apoi și râul se află în schimbare perpetuă. Pe același principiu și cuvintele se află în perpetuă schimbare (metamorfoză). În consecință, Cratylos a conchis că sub incidența acestei continue metamorfoze, comunicarea între oameni este practic imposibilă și și-a invitat, la modul figurat, contemporanii să renunțe la a mai vorbi și să se limiteze la a indica cu degetul ceea ce ar dori sa reprezinte cu ajutorul cuvintelor metamorfozante.
Cratylos l-a cunoscut pe Socrate în anul 407 î.Hr. și în următorii 8 ani s-a dedicat a-l învăța.